# Плакун середній
Плакун середній (Lythrum intermedium) — вид квіткових рослин родини плакунових (Lythraceae).

## Біоморфологічна характеристика
Це багаторічна рослина 30–120 см заввишки; майже гола, лише стебла на ребрах розсіяно коротко-волосиста. Приквітки плодів на краю коротко-війчасті. Пелюстки лілові.

## Поширення
Росте у Євразії від України до Далекого Сходу.
В Україні вид росте на степових подах — крайньому півдні Степу, дуже рідко (Херсонська обл., Іванівський р-н, с. Шотівка)